# Сульфіт-дріжжева бражка
Сульфіт-дріжжева бражка – продукт переробки сульфіт-спиртової барди (ССБ), який виготовляється у вигляді концентратів бражки рідинних (КБР) та твердих (КБТ) із вмістом сухих речовин відповідно не менше 50 і 76%; концентрати повинні відповідати вимогам ОСТ 13-183-83 "Лігносульфонати технічні". Найбільш поширений пластифікатор та уповільнювач тужавіння, застосовується до 130 0С. КБР постачається в залізничних цистернах і повинен зберігатись в умовах, які виключають зволоження; КБТ відпускається в паперових мішках, які належить зберігати в закритих провітрюваних приміщеннях, розташовуючи мішки зав’язаними вузлом уверх, в один ряд по вертикалі. 